# 手島志郎
手島 志郎（てしま しろう、1907年2月26日 - 1982年11月6日）は、日本のサッカー選手およびサッカー指導者。

## 来歴
東京帝国大学で若槻礼次郎と同窓だった父が台湾総督府の高官在任時に台北で生まれ、まもなく帰国し広島で育った。長沼健は親戚にあたる。広島高等師範附属中学（現広島大学附属高校）から1925年、創設間もない旧制広島高校（現広島大学総合科学部）に進学。
1926年、東京帝大主催による官立旧制高校の全国大会、第3回全国高等学校ア式蹴球大会（インターハイ）でセンターフォワード(CF)として準優勝。1、2年生チームでの健闘は大きな話題となった。1928年の第5回大会では、幅広い動きで当代随一と評を得たHB・野沢正雄主将らと、身長152cmのCF・手島もコマネズミのように動きまわり得点を重ねチームを優勝に導いた。決勝までの4試合でチームは合計25得点(失点2)、決勝も8-1と旧制松山高校（現愛媛大学文理学部）を降した。この年のチームはインターハイ史上最強チームといわれた。また手島は現役選手ながら高山忠雄や竹内悌三らと競技役員も務めた。
1929年東京帝国大学農学部に進学、東京大学ア式蹴球部で竹腰重丸らと東大黄金期、関東大学リーグ四連覇～六連覇(1931年)に貢献した。小柄ながら体の大きなバック(ディフェンダー)とバック間を上半身を強くひねり弾丸のようにすり抜けるプレーを得意とした。
1930年、それまでの単独チームではなく、日本蹴球協会が大掛かりな選考を経て編成した初めての選抜チーム、全日本選抜(日本代表)に選出される。このチームでもセンターフォワードとして第9回極東選手権競技大会(東京)の国際Aマッチ2試合に出場し、2試合で計2得点の大活躍を見せ、日本の国際大会における初のタイトル獲得の立役者となった。代表デビュー戦から2試合連続得点は手島が初。
1932年東大卒業後、農林省入りし中国で仕事をしたが、太平洋戦争で帰国し1940年田辺製薬入社。1947年の東西対抗試合（天覧試合）では全関西代表の監督を務めた。その後、田辺製薬サッカー部の強化に携わり全日本実業団選手権大会6連覇（1950～55年）に貢献。また関西サッカー協会理事を務めた。この他、日本人初のFIFA常任理事を務めた市田左右一をサッカー界に引き入れたのは、旧制広島高校の先輩・手島という。社業ではサッカー仲間でもある田邊五兵衛社長（第14代田邊五兵衛）を助けて常務などを歴任し同社の発展に尽くした。1959年に同社を退社。
1982年11月6日に死去した。

## 所属チーム
- 広島高師附属中学
- 広島高等学校
- 東京帝国大学
- 農林省
- 田辺製薬

## 代表歴

### 出場大会
- 第9回極東選手権大会

### 試合数
- 国際Aマッチ 2試合 2得点(1930)

| 日本代表 | 国際Aマッチ | 国際Aマッチ | その他 | その他 | 期間通算 | 期間通算 |
| 年       | 出場        | 得点        | 出場   | 得点   | 出場     | 得点     |
| -------- | ----------- | ----------- | ------ | ------ | -------- | -------- |
| 1930     | 2           | 2           | 0      | 0      | 2        | 2        |
| 通算     | 2           | 2           | 0      | 0      | 2        | 2        |

### 出場
| No. | 開催日         | 開催都市 | スタジアム         | 対戦相手   | 結果 | 監督     | 大会       |
| --- | -------------- | -------- | ------------------ | ---------- | ---- | -------- | ---------- |
| 1.  | 1930年05月25日 | 東京都   | 明治神宮外苑競技場 | フィリピン | ○7-2 | 鈴木重義 | 極東選手権 |
| 2.  | 1930年05月29日 | 東京都   | 明治神宮外苑競技場 | 中華民国   | △3-3 | 鈴木重義 | 極東選手権 |

### 得点数
| No. | 開催日         | 開催都市 | スタジアム         | 対戦相手   | 結果 | 大会       |
| --- | -------------- | -------- | ------------------ | ---------- | ---- | ---------- |
| 1.  | 1930年05月25日 | 東京都   | 明治神宮外苑競技場 | フィリピン | ○7-2 | 極東選手権 |
| 2.  | 1930年05月29日 | 東京都   | 明治神宮外苑競技場 | 中華民国   | △3-3 | 極東選手権 |